# Clive Bradley

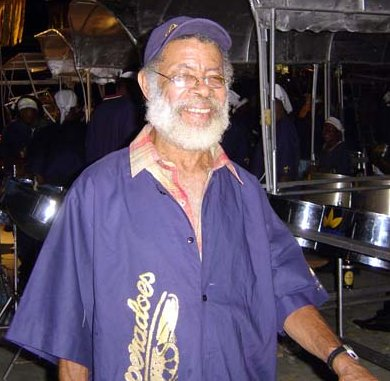
Clive Bradley

Clive Bradley (* 4. November 1936 in Port of Spain; † 26. November 2005 ebenda) war ein trinidadischer Arrangeur für die Steel Pan.

## Leben
Bradley wuchs in Port of Spain auf und besuchte dort das Fatima College. Obwohl er selber gar nicht Steel Pan spielte, war er zeit seines Lebens eng mit dem Desperadoes Steel Orchestra verbunden, mit welchem er als Arrangeur den Wettbewerb Panorama mehrmals gewann.
Clive Bradley arrangierte für viele New Yorker Steelbands und erhielt in dieser Stadt den Status einer Ikone der Panmusik.